# Ertrica
Ertrica és un gènere monotípic d'arnes de la família Crambidae. Conté només una espècie, Ertrica purpurealis, que es troba a Colòmbia.